# بيت دعقين (كشر)

تعديل مصدري - تعديل

بيت دعقين هي إحدى قرى عزلة خميس اليزيدي بمديرية كشر التابعة لمحافظة حجة، بلغ تعداد سكانها 92 نسمة حسب تعداد اليمن لعام 2004.